# Philipp Sonntag (Musiker)
Philipp Sonntag (* vor 1939; † Januar 2001 in Waiblingen) war ein deutscher Militärmusiker.
Sonntag war Militärmusiker während des Zweiten Weltkrieges. Danach dirigierte der Musikdirektor den Chor Wormser Liederkranz 1875 e. V. von 1946 bis 1959.  Die Bundeswehr ernannte ihn 1959 zum Hauptmann im Militärmusikdienst und betraute ihn bis 1962 mit der Leitung des Heeresmusikkorps 3 in Lüneburg. (2001 wurde dieses Orchester in Wehrbereichsmusikkorps I umbenannt.) Zuletzt war Sonntag als Oberstleutnant Chef des Heeresmusikkorps 9 der 1. Luftlandedivision (Bundeswehr). Unter seiner Leitung waren Parade- und Defiliermärsche zu hören, auch der Große Zapfenstreich mit den Kommandos zum An- und Abmarsch.
Von 1968 bis 1978 hatte er als Musikdirektor die musikalische Leitung des Städtischen Orchesters Waiblingen und dirigierte die Musikvereine in Weinstadt-Strümpfelbach und Leutenbach (Württemberg) (ab 1980).
Bei internationalen Veranstaltungen, Die Goldene Lyra von Vichy (1974) und beim Karneval in Nizza (1977), vertrat er Deutschland mit dem großen Blasorchester des Städtischen Orchesters Waiblingen.

## Werke
- Großer Zapfenstreich
- Rundfunkaufnahmen beim Süddeutschen Rundfunk (SDR)